# Escala de Norton
L'Escala de Norton mesura el risc que té un pacient de patir nafres per pressió en processos d'immobilització al llit. Es valora amb una escala de cinc apartats amb gravetat d'1 a 4. Els valors sumats obtindran una puntuació total d'entre 5 i 20:
- 5 a 9: risc molt alt.
- 10 a 12: risc alt.
- 13 a 14: risc mitjà.
- Més de 14: risc mínim o no risc.